# Belonogaster bimaculata
Belonogaster bimaculata är en getingart som beskrevs av Richards 1982. Belonogaster bimaculata ingår i släktet Belonogaster och familjen getingar. Inga underarter finns listade.